# Johann Heinrich Zedler

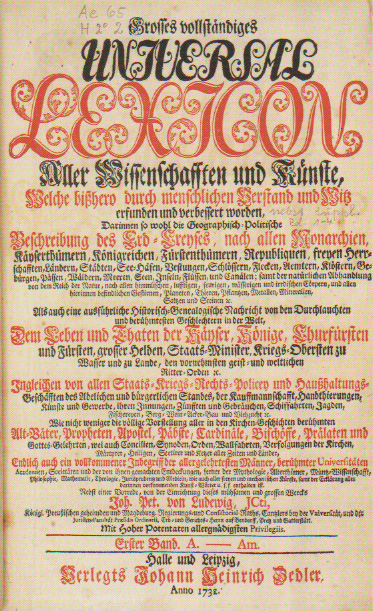
Zedlers Universal-Lexicon (titelblad).

Johann Heinrich Zedler, född den 7 januari 1706 i Breslau, död den 21 mars 1751 i Leipzig, var en tysk bokhandlare.
Zedler, som var preussiskt kommerseråd, förlade det stora encyklopediska arbetet Grosses vollständiges universallexikon aller künste und wissenschaften (64 band, 1731-50; med 4 supplementband,  omfattande A-Caq., 1751-54).